# 圣母无玷圣心次级圣殿
圣母无玷圣心次级圣殿（Minor Basilica of the Immaculate Heart of Mary）是意大利罗马的一个天主教领衔堂区，位于欧几里德广场。建筑师Armando Brasini（1879年＆ndash; 1965年）设计了希腊十字平面，圆形的立面，还有宏伟的穹顶。它的建造始于1923年，并在1936年之前完成，在那一年它成为一个堂区教堂，交给圣母圣心爱子会管理。计划中的穹顶未能实现，只是在1951年完成一个小鼓。
在洗礼堂有亚美尼亚的Gregorio Sciltian （1900＆ndash; 1985）的现代绘画。
教宗若望二十三世在1959年5月将其升格为宗座圣殿，教宗保禄六世于1965年2月授予其领衔堂区称号，并任命Ángel Herrera Oria为首任枢机。现任枢机司铎为儒利乌·达曼特马德S.J.，于1994年任命。

## 历史
1922年，教廷将这块地交给圣母圣心爱子会传教士，他们委托建筑师阿曼多·布拉西尼建造该堂。1924年7月奠基。1934年10月21日，开放地下室用于礼拜。1936年5月9日，新堂献给圣母无玷圣心。但是教堂的正式开放是在1952年12月7日由克莱门特米卡拉枢机完成。1953年，枢机在该堂将罗马奉献给圣母无玷圣心。1959年3月，该堂升格为宗座圣殿。1965年，该堂获得领衔堂区称号。该堂现在仍然是罗马仅次于四大殿之后最大的教堂。

## 外部
该堂位于一个被楼梯环绕的基座上，雄伟的多立克立柱的直径为1.5米，高度接近12米。

## 内部
圣殿长94米，宽58米。